# Hanakau
Hanakau is een bestuurslaag in het regentschap Lampung Barat van de provincie Lampung, Indonesië. Hanakau telt 2916 inwoners (volkstelling 2010).